# 淮安东站
淮安东站位于中华人民共和国江苏省淮安市淮安区山阳街道高铁新城，是徐盐客运专线、连镇客运专线的一座车站。车站于2018年12月7日开工，2019年5月26日封顶，2019年12月16日随徐盐客专线和连镇客专线连淮段同步启用。
车站未来将共有宁淮城际铁路等5条高等级铁路经过，服务地区为淮安市、涟水县、洪泽区、盱眙县等，是淮安规划高铁新城的核心。

## 车站结构

### 站房
淮安东站站房建筑面积4.5万平方米，为线侧站房并设有高架候车室。目前先期建设36600平方米，预留宁淮铁路车场相关站房8400平方米。站房外立面以“大鸾翔宇，腾耀中华”为设计意向，寓意当地经济的发展，同时也融入了周恩来的表字“翔宇”、乳名“大鸾”。
- 淮安东站安检入口
- 淮安东站候车大厅

### 站场

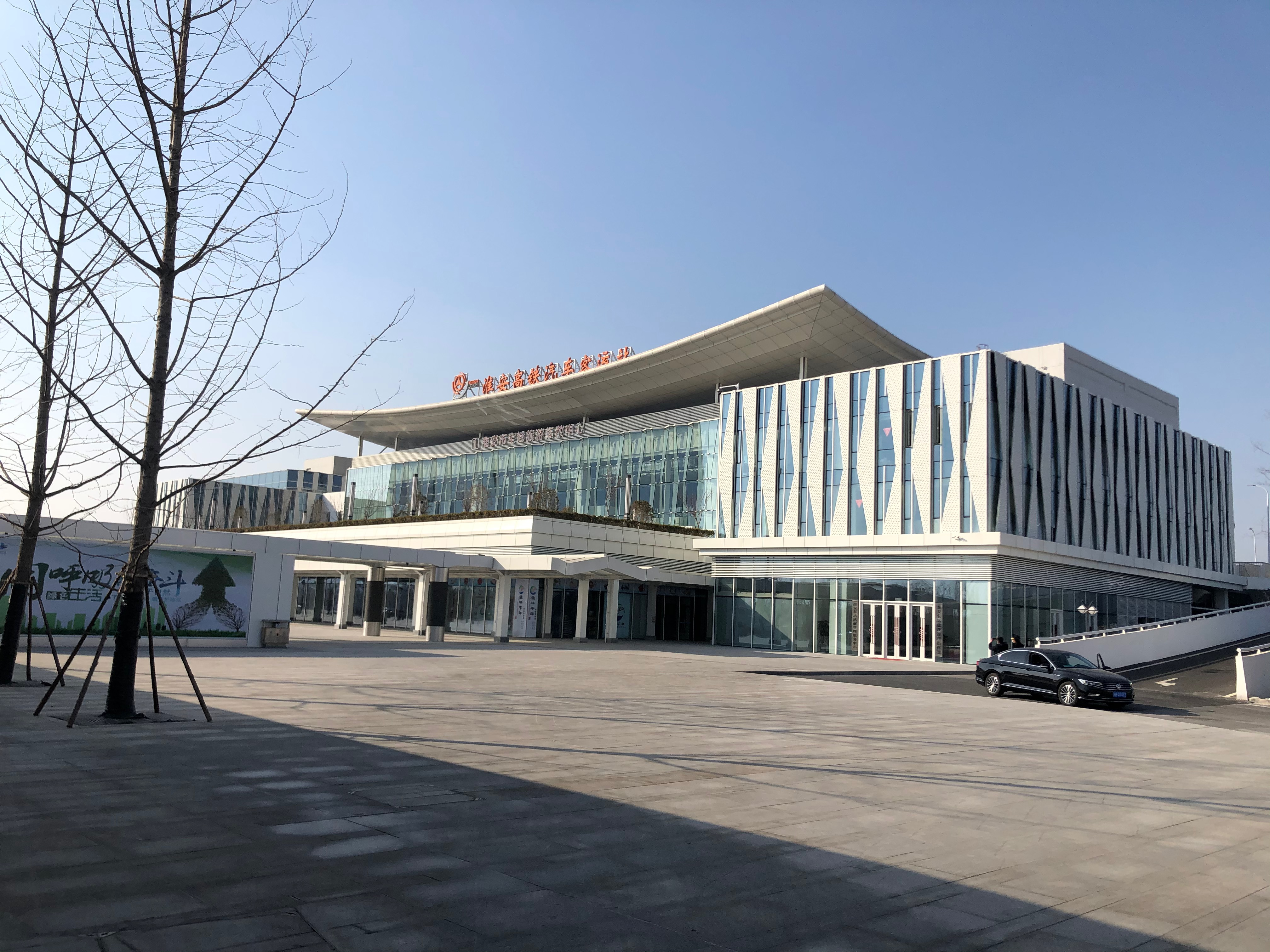
淮安高铁汽车客运站暨淮安市全域旅游集散中心

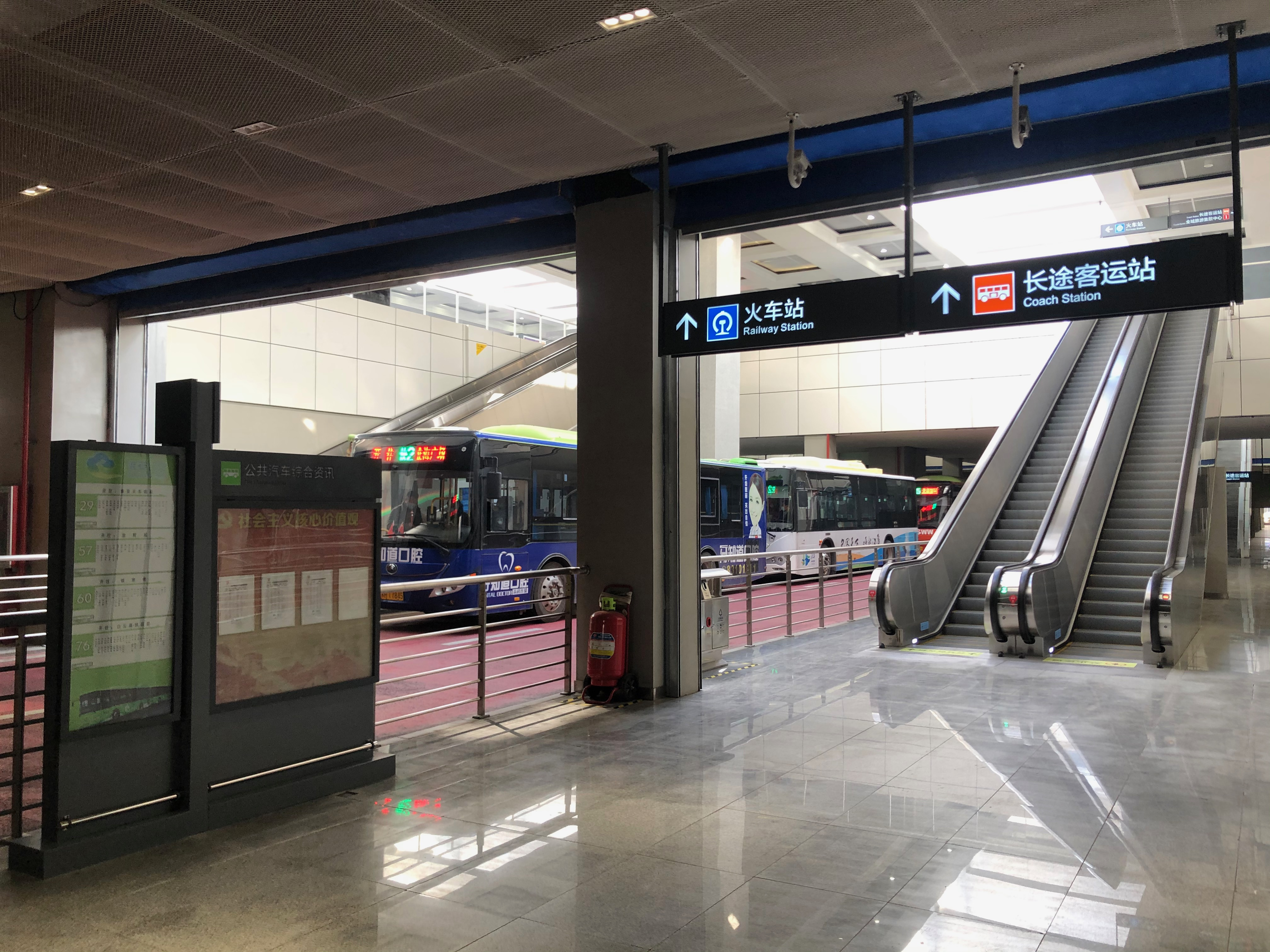
配套公交设施

淮安东站目前站场规模4台10线，有徐盐客运专线及连镇客运专线经过，被混合式雨棚覆盖。车站同时配套设有4条存车线的动车存车场，并另规划2台7线的宁淮车场。
| 站房     | 售票处、进站口、出站口            |
| 侧式月台 |                                   |
| 1站台    | 连镇客运专线 往连云港方向（高邮） |
| 通过线   | 连镇客运专线 上行通过列车         |
| 2站台    | 徐盐、连镇客运专线 上行列车       |
| 島式月台 |                                   |
| 3站台    | 徐盐客运专线 往徐州东方向（泗阳） |
| 通过线   | 徐盐客运专线 上行通过列车         |
| 通过线   | 徐盐客运专线 下行通过列车         |
| 4站台    | 徐盐客运专线 往盐城方向（朱桥）   |
| 島式月台 |                                   |
| 5站台    | 徐盐、连镇客运专线 下行列车       |
| 通过线   | 连镇客运专线 下行通过列车         |
| 6站台    | 连镇客运专线 往丹徒方向（宝应）   |
| 侧式月台 |                                   |

- 淮安东站站台
- 淮安东站站场
- 淮安东站东侧預留宁淮城际场